# Чижково (река)

Чижково — река в России, протекает в Богородском районе Нижегородской области. Устье реки находится в 94 км по правому берегу реки Кудьмы. Длина реки составляет 19 км, площадь водосборного бассейна 91 км².
Исток реки восточнее деревни Андреевка в 20 км к юго-востоку от города Богородск. Река течёт на север, протекает деревни Алистеево и Чижково, около Чижково на реке плотина и водохранилище, известное как Чижковское озеро. Впадает в Кудьму у деревни Лакша.

## Данные водного реестра
По данным государственного водного реестра России относится к Верхневолжскому бассейновому округу, водохозяйственный участок реки — Волга от устья реки Ока до Чебоксарского гидроузла (Чебоксарское водохранилище), без рек Сура и Ветлуга, речной подбассейн реки — Волга от впадения Оки до Куйбышевского водохранилища (без бассейна Суры). Речной бассейн реки — (Верхняя) Волга до Куйбышевского водохранилища (без бассейна Оки).
По данным геоинформационной системы водохозяйственного районирования территории РФ, подготовленной Федеральным агентством водных ресурсов:
- Код водного объекта в государственном водном реестре — 08010400312110000034240
- Код по гидрологической изученности (ГИ) — 110003424
- Код бассейна — 08.01.04.003
- Номер тома по ГИ — 10
- Выпуск по ГИ — 0